# 1. česká hokejová liga 2000/2001
1. česká hokejová liga 2000/2001 byla 8. ročníkem druhé nejvyšší české hokejové soutěže.

## Fakta
- 8. ročník samostatné druhé nejvyšší české hokejové soutěže
- V prolínací extraligové kvalifikaci KLH Chomutov proti HC Becherovka Karlovy Vary (poslední tým extraligy) neuspěl – prohrál 2:4 na zápasy
- V prolínací baráži o 1. hokejovou ligu se udržely týmy HC Slovan Ústí nad Labem a HC Ytong Brno.

### Systém soutěže
Všech 14 týmů se nejprve utkalo v základní části dvoukolově každý s každým a následně všechny sudé týmy se všemi lichými týmy doma a venku. Osm nejlepších týmů postoupilo do play-off, které se hrálo na 3 vítězné zápasy. Vítěz finále play off postoupil do baráže o extraligu s nejhorším extraligovým celkem.
Týmy, které skončily na 9. až 14. místě, hrály dvoukolově o udržení. Do skupiny o udržení se započítávaly všechny výsledky ze základní části. Nejhorší dva celky této skupiny musely svoji prvoligovou příslušnost hájit v pětičlenné baráži o první ligu, do které postoupily nejlepší tři týmy play off 2. ligy.

## Základní část

### Konečná tabulka
| Vysvětlivka                   |
| ----------------------------- |
| Postup do čtvrtfinále playoff |
| Účastník play out             |

| Poř. | Tým                         | Z  | V  | R  | P  | VG  | OG  | B  |
| ---- | --------------------------- | -- | -- | -- | -- | --- | --- | -- |
| 1.   | KLH Chomutov                | 40 | 24 | 5  | 11 | 132 | 96  | 53 |
| 2.   | Bílí Tygři Liberec          | 40 | 24 | 5  | 11 | 125 | 76  | 53 |
| 3.   | HC Dukla Jihlava            | 40 | 22 | 9  | 9  | 115 | 73  | 53 |
| 4.   | HC eDsystem Senators Rosice | 40 | 19 | 10 | 11 | 116 | 98  | 48 |
| 5.   | HC Prostějov                | 40 | 19 | 5  | 16 | 119 | 119 | 43 |
| 6.   | SK Horácká Slavia Třebíč    | 40 | 16 | 9  | 15 | 100 | 111 | 41 |
| 7.   | HC Berounští Medvědi        | 40 | 16 | 9  | 15 | 119 | 107 | 41 |
| 8.   | IHC Písek                   | 40 | 16 | 9  | 15 | 112 | 114 | 41 |
| 9.   | SK Kadaň                    | 40 | 16 | 8  | 16 | 112 | 119 | 40 |
| 10.  | HC Slezan Opava             | 40 | 17 | 6  | 17 | 100 | 108 | 40 |
| 11.  | HC Papíroví Draci Šumperk   | 40 | 11 | 7  | 22 | 117 | 138 | 29 |
| 12.  | HC Slovan Ústí nad Labem    | 40 | 10 | 8  | 22 | 94  | 125 | 28 |
| 13.  | HC Ytong Brno               | 40 | 8  | 9  | 23 | 91  | 129 | 25 |
| 14.  | HC Kometa Brno              | 40 | 7  | 11 | 22 | 95  | 134 | 25 |

### Hráčské statistiky základní části

#### Kanadské bodování
Toto je konečné pořadí hráčů podle dosažených bodů. Za jeden vstřelený gól nebo přihrávku na gól hráč získal jeden bod.
| Poř. | Hráč                | Tým                            | Z  | G  | A  | B  | TM | +/- |
| ---- | ------------------- | ------------------------------ | -- | -- | -- | -- | -- | --- |
| 1.   | Kamil Koláček       | KLH Chomutov                   | 40 | 19 | 31 | 50 | 26 | 17  |
| 2.   | Ladislav Boušek     | KLH Chomutov                   | 40 | 18 | 28 | 46 | 14 | 16  |
| 3.   | Robert Vavroch      | HC eD's System Senators Rosice | 40 | 17 | 28 | 45 | 84 | 15  |
| 4.   | Dušan Bařica        | HC Papíroví Draci Šumperk      | 50 | 28 | 16 | 44 | 73 | 9   |
| 5.   | Jiří Gombár         | KLH Chomutov                   | 37 | 22 | 20 | 42 | 34 | 19  |
| 6.   | Richard Richter     | SK Kadaň                       | 49 | 28 | 13 | 41 | 49 | -11 |
| 7.   | Michal Oliverius    | SK Kadaň                       | 39 | 9  | 32 | 41 | 26 | 4   |
| 8.   | Tomáš Vak           | HC Ytong Brno                  | 48 | 18 | 22 | 40 | 93 | -21 |
| 9.   | Mojmír Musil        | Bílí Tygři Liberec             | 40 | 17 | 23 | 40 | 54 | 22  |
| 10.  | Vítězslav Jankových | Bílí Tygři Liberec             | 38 | 22 | 17 | 39 | 91 | 23  |

#### Hodnocení brankářů
Toto je konečné pořadí nejlepších deset brankářů.
| Poř. | Hráč            | Tým                            | Z  | MIN  | OG | PZ   | PS   | POG  | Úsp%  |
| ---- | --------------- | ------------------------------ | -- | ---- | -- | ---- | ---- | ---- | ----- |
| 1.   | Kamil Jarina    | KLH Chomutov                   | 25 | 1395 | 39 | 697  | 736  | 1.68 | 94.70 |
| 2.   | Lukáš Sáblík    | HC Dukla Jihlava               | 40 | 2382 | 72 | 1053 | 1125 | 1.81 | 93.60 |
| 3.   | Robert Hamrla   | HC Prostějov                   | 18 | 822  | 32 | 436  | 468  | 2.34 | 93.16 |
| 4.   | Pavel Falta     | Bílí Tygři Liberec             | 39 | 2290 | 70 | 937  | 1007 | 1.83 | 93.05 |
| 5.   | Libor Barta     | HC Berounští Medvědi           | 16 | 958  | 40 | 533  | 573  | 2.51 | 93.02 |
| 6.   | Pavel Maláč     | HC eD's System Senators Rosice | 25 | 1358 | 51 | 661  | 712  | 2.25 | 92.84 |
| 7.   | Roman Šlupina   | SK Kadaň                       | 34 | 1903 | 87 | 1127 | 1214 | 2.74 | 92.83 |
| 8.   | Petr Hrachovina | HC eD's System Senators Rosice | 19 | 972  | 39 | 488  | 527  | 2.41 | 92.60 |
| 9.   | Martin Vojtek   | HC Slezan Opava                | 26 | 1470 | 55 | 654  | 709  | 2.24 | 92.24 |
| 10.  | Michal Láníček  | HC Berounští Medvědi           | 17 | 958  | 39 | 458  | 497  | 2.44 | 92.15 |

## Vyřazovací boje
|  | Čtvrtfinále                 | Čtvrtfinále                 |                    |   | Semifinále | Semifinále |  |  | Finále | Finále |
|  |                             |                             |                    |   |            |            |  |  |        |        |
|  |                             |                             |                    |   |            |            |  |  |        |        |
|  | KLH Chomutov                | 3                           |                    |   |            |            |  |  |        |        |
|  | KLH Chomutov                | 3                           |                    |   |            |            |  |  |        |        |
|  | IHC Písek                   | 0                           |                    |   |            |            |  |  |        |        |
|  | IHC Písek                   | 0                           | KLH Chomutov       | 3 |            |            |  |  |        |        |
|  |                             |                             | KLH Chomutov       | 3 |            |            |  |  |        |        |
|  |                             | HC eDsystem Senators Rosice | 1                  |   |            |            |  |  |        |        |
|  | HC eDsystem Senators Rosice | HC eDsystem Senators Rosice | 1                  | 3 |            |            |  |  |        |        |
|  | HC eDsystem Senators Rosice |                             |                    | 3 |            |            |  |  |        |        |
|  | HC Prostějov                | 1                           |                    |   |            |            |  |  |        |        |
|  | HC Prostějov                | 1                           | KLH Chomutov       | 3 |            |            |  |  |        |        |
|  |                             |                             | KLH Chomutov       | 3 |            |            |  |  |        |        |
|  |                             | Bílí Tygři Liberec          | 0                  |   |            |            |  |  |        |        |
|  | Bílí Tygři Liberec          | Bílí Tygři Liberec          | 0                  | 3 |            |            |  |  |        |        |
|  | Bílí Tygři Liberec          |                             |                    | 3 |            |            |  |  |        |        |
|  | HC Berounští Medvědi        | 1                           |                    |   |            |            |  |  |        |        |
|  | HC Berounští Medvědi        | 1                           | Bílí Tygři Liberec | 3 |            |            |  |  |        |        |
|  |                             |                             | Bílí Tygři Liberec | 3 |            |            |  |  |        |        |
|  |                             | HC Dukla Jihlava            | 2                  |   |            |            |  |  |        |        |
|  | HC Dukla Jihlava            | HC Dukla Jihlava            | 2                  | 3 |            |            |  |  |        |        |
|  | HC Dukla Jihlava            |                             |                    | 3 |            |            |  |  |        |        |
|  | SK Horácká Slavia Třebíč    | 0                           |                    |   |            |            |  |  |        |        |
|  | SK Horácká Slavia Třebíč    | 0                           |                    |   |            |            |  |  |        |        |

## Čtvrtfinále
- KLH Chomutov – IHC Písek 3:0 (5:1, 4:0, 2:0)
- Bílí Tygři Liberec – HC Berounští Medvědi 3:1 (3:2 P, 3:0, 3:4, 5:2)
- HC Dukla Jihlava – SK Horácká Slavia Třebíč 3:0 (4:2, 5:0 kontumačně, 3:2)
- HC eDsystem Senators Rosice – HC Prostějov 3:1 (4:1, 4:3, 3:5, 4:1)

## Semifinále
- KLH Chomutov – HC eDsystem Senators Rosice 3:1 (1:2 SN, 8:0, 2:1, 4:1)
- Bílí Tygři Liberec – HC Dukla Jihlava 3:2 (2:4, 3:0, 2:0, 1:2 SN, 4:2)

## Finále
- KLH Chomutov – Bílí Tygři Liberec 3:0 (5:4 P, 5:2, 2:1 P)

Chomutov postoupil do baráže o extraligu, ve které narazil na tým HC Becherovka Karlovy Vary. V baráži ale prohrál 2:4 na zápasy, a tak zůstal v 1. lize i pro další sezonu.

## Skupina o udržení
| Poř. | Tým                       | Z  | V  | R  | P  | VG  | OG  | B  |
| ---- | ------------------------- | -- | -- | -- | -- | --- | --- | -- |
| 9.   | HC Slezan Opava           | 50 | 20 | 6  | 24 | 135 | 152 | 46 |
| 10.  | SK Kadaň                  | 50 | 19 | 8  | 23 | 139 | 165 | 46 |
| 11.  | HC Papíroví Draci Šumperk | 50 | 17 | 10 | 23 | 154 | 159 | 44 |
| 12.  | HC Kometa Brno            | 50 | 13 | 12 | 25 | 132 | 160 | 38 |
| 13.  | HC Slovan Ústí nad Labem  | 50 | 15 | 8  | 27 | 127 | 163 | 38 |
| 14.  | HC Ytong Brno             | 50 | 12 | 11 | 27 | 122 | 152 | 35 |

- Do skupiny o udržení se započítávaly i všechny výsledky ze základní části.
- Týmy Ústí nad Labem a Ytongu Brno musely svoji prvoligovou příslušnost hájit v baráži.

## Baráž o 1. ligu
| Poř. | Tým                      | Z | V | R | P | VG | OG | B  |
| ---- | ------------------------ | - | - | - | - | -- | -- | -- |
| 1.   | HC Ytong Brno            | 8 | 4 | 3 | 1 | 33 | 21 | 11 |
| 2.   | HC Slovan Ústí nad Labem | 8 | 4 | 2 | 2 | 23 | 14 | 10 |
| 3.   | HC Mladá Boleslav        | 8 | 3 | 4 | 1 | 24 | 20 | 10 |
| 4.   | SK HC Baník Most         | 7 | 2 | 2 | 3 | 11 | 17 | 6  |
| 5.   | TJ Nový Jičín            | 7 | 0 | 1 | 6 | 12 | 31 | 1  |

Vzhledem k tomu, že již bylo o postupujících rozhodnuto, tak se zbývající utkání mezi Mostem a Novým Jičínem nehrálo.
Mužstva Ytongu Brno a Ústí nad Labem se udržela v 1. lize i pro další ročník.